# Зли дуси
Зли дуси (рус. Бесы) је роман Фјодора Михајловича Достојевског. Објављиван је у наставцима у књижевном часопису Руски весник у периоду од 1871. до 1872. године и представља алегорију потенцијално катастрофалних последица политичког и моралног нихилизма који је све више узимао маха у Русији током шездесетих година 19. века. Почетком 20. века, роман Зли дуси ће се показати и као пророчка књига која је успела да предвиди Руску револуцију пет деценија пре самих збивања.

## Историјски контекст
Средином 19. века известан број руске омладине био је занет револуционарним идејама за коренитом променом у целокупном друштву. Те идеје су се заснивале на одбацивању религије и традиционалног морала, као и на одрицању сваког ауторитета власти. Њихов одјек се налази у свим капиталним делима Фјодора Михајловича Достојевског, који их је иронично називао нова или модерна уверења. Тако у роману Злочин и казна Раскољников, обузет њима, убија Аљону Ивановну претходно уверивши себе у потпуну оправданост таквог поступка. У Идиоту Иполит Терентјев тежи самоубиству јер је већ болестан те ће свакако умрети. Док се у роману Браћа Карамазови интелектуалац Иван Карамазов има истакнуту улогу као атеиста. Међутим, док су у овим делима те идеје утицале на животе ликова и њихове одлуке појединачно, независно од било какве политике, Зли Дуси у центру своје приче имају управо политичке заверенике запоседнуте идеологијом модерних уверења која Достојевски једним именом назива - нихилизмом.
Достојевски је присуствовао на конгресу Светске лиге слободе 1867. године и био је ужаснут садржином говора Михајла Бакуњина, руског револуционара, анархисте и политички ангажованог писца, и у једном од својих писама својој сестричини Софији Ивановној о томе се изразио: “Комичност, слабост, хаос, несугласице, противречност - ма то се не може ни замислити! И таква ђубрад подстичу несрећни народ на буну… Све је то без икаквог доказа, све је то, научено напамет још пре 20 година, остало исто. И главно - ватра и мач - а кад се све уништи, онда ће, по њиховом мишљењу, настати мир”.

Године 1869. се десило политичко убиство које је, по свему судећи, подстакло писца да напише роман са нескривеном идеолошком потком. Наиме, Сергеј Нечајев, анархо-комуниста и оснивач револуционарне организације “Народна одмазда”, убио је студента Ивана Ивановича који је иступио из удружења и покушао да раскринка оснивача, схвативши да то није никаква моћна организација него само шачица заведених идеалиста раштркана широм Русије у групама по 5 људи са циљем да се створи утисак као да широм царства постоје независне групе завереника. Убица је успео да побегне у Женеву где је написао Катехизис револуционара, програм за „немилосрдно уништење” друштва и државе. Доносимо неколико цитата из овог дела:
1.Револуционар је осуђен човек. Он нема ни своје интересе, ни послове, ни осећања, ни привржености, ни имовину, па чак ни име. Све у њему је прожето јединим, искључивим интересом, једном мишљу, једном страшћу — револуцијом.
2. Он је у дубини свог бића, не само на речима, већ и на делу, прекинуо сваку везу с грађанским поретком и са читавим образованим светом, и са свим законима, обичајима, општеприхваћеним условима и моралом овог света. Он је за њега немилосрдни непријатељ. Ако и наставља да живи у њему, то је само зато да би га уништио..

13. Друштво нема другу сврху осим потпуног ослобођења и среће народа, то јест обичног радног човека. Али, убеђени у то да је ово ослобођење и постизање те среће могуће само путем свеуништавајуће народне револуције, друштво ће свим својим снагама и средствима подстицати развој и раслојавање оних беда и зала која треба коначно да изведу народ из стрпљења и подстакну га на масовни устанак.
За Достојевског је све ово био знак за велику узбуну. “Желео бих да изразим неколико мисли, па макар од тога страдала уметничка вредност”, писао је свом пријатељу Николају Страхову почетком априла 1870. године. А у Пишчевом дневнику на једном месу каже: “Хтео сам да поставим питање и да на њега понудим одговор колико се јасније може у форми романа: како су, у нашем прелазном и дивном савременом добу, могућни не Нечајев, него Нечајеви, и како се то догађа да ти Нечајеви окупе, најзад, око себе нечајевце?”

## Наслов књиге
Иако се писцу чинило да ће уметничка вредност дела мањкати, он је већ насловом задао нимало лак херменеутички задатак будућим преводиоцима и критичарима. Наиме, реч Бесы, како гласи наслов оригинала, има двоструко значење у руском језику јер упућује и на нечисте силе, али и на оне који су њима запоседнути. Та мисао се чини додатно подвученом с обзиром на два епиграфа књиге: први су две строфе Пушкинове поеме Демони; а други је одељак из Јеванђеља по Луки у коме се описује исцељење бесомучног.
Покушавајући да ухвате управо ову двозначност, наше преводитељке, најпре Косара Цветковић а потом и Вељка Марковић, одлучиле су се за слободан превод оригинала - Зли дуси - који с једне стране упућује на зао дух револуционарне идеологије, а с друге на саме актере приче запоседнуте таквим духом.

## Ликови

### Главни ликови
- Степан Трофимович Верховенски је префињен и високоумни интелектуалац који ненамерно доприноси развоју нихилистичких сила, усредсређених на његовог сина Петра Степановича и бившег ученика Николаја Ставрогина, које на крају доводе локално друштво на ивицу колапса. Овај лик је Достојевскијев приказ архетипског либералног идеалисте руске интелигенције из 1840-их, а делом је заснован на Тимофеју Грановском и Александру Херцену. [7] Роман почиње нежним, али ироничним приповедачевим описом лика и ране каријере Степана Трофимовича. Имао је почетке каријере као предавач на Универзитету, и кратко време је био истакнута личност међу експонентима „нових идеја“ које су почеле да утичу на руски културни живот. Тврди да су га владини званичници доживљавали као опасног мислиоца, терајући га да напусти академију и оде у егзил у провинције, али је у стварности било вероватније да нико од познатих у влади није ни знао ко је он. У сваком случају, његова стрепња га је навела да прихвати предлог Варваре Ставрогине да преузме на себе „образовање и целокупни интелектуални развој њеног сина јединца у својству надређеног педагога и пријатеља, а да не говоримо о издашној награди“.
- Варвара Петровна Ставрогина је богата и утицајна земљопоседница, која живи на величанственом имању Скворешники где се одвија већи део радње романа. Она финансијски и емоционално подржава Степана Трофимовича, штити га, мучи се око њега, а притом себи стиче идеализованог романтичног песника, донекле по узору на писца Нестора Куколника. Она промовише његову репутацију еминентног интелектуалца у граду, репутацију коју он радо ужива на редовним састанцима, често појачаним шампањцем, са локалним "слободоумницима". Великодушна, племенита и јаке воље, Варвара Петровна се поноси својим покровитељством над уметничким и добротворним циљевима. Она је „класична врста жене, жена Мецена, која је деловала стриктно из највиших разлога“. Али она је такође изузетно захтевна и неопростива, и скоро је застрашујућа за Степана Трофимовича када је он нехотице изневери или је на неки начин понизи. Пјотр Степанович, по доласку у град, брзо искористи њену огорченост према оцу. Варвара Петровна скоро обожава свог сина Николаја Всеволодовича, али има индиција да је свесна да нешто дубоко није у реду. Међутим, она покушава да то игнорише, а Пјотр Степанович је у стању да се додатно додвори суптилно представљајући необјашњиво понашање њеног сина у повољном светлу.
- Николај Всеволодович Ставрогин је централни лик романа. Он је згодан, снажан, неустрашив, интелигентан и префињен, али у исто време, према речима наратора, има нешто одбојно у њему. Друштвено је самоуверен и љубазан, али његово опште држање је описано као „строго, замишљено и очигледно расејано“. Остале ликове Ставрогин је фасцинирао, посебно млађи Верховенски, који га замишља као фигуру револуције коју је он замишљао. покушава да искри. Шатов је, с друге стране, једном угледао на њега као на потенцијално великог вођу који би могао да инспирише Русију на хришћанску регенерацију. Разочаран, он га сада види као „беспосленог, распуштеног сина земљопоседника“, човека који је изгубио разлику између добра и зла. Према Шатову, Ставрогин је вођен „страшћу за наношењем муке“, не само ради задовољства да се повреди другима, већ да би мучио сопствену савест и ваљао се у осећају „моралне телесности“. У једном оригинално цензурисаном поглављу (код Тихона у модерним издањима) сам Ставрогин овако дефинише правило свог живота: „да не знам нити се осећам добро и зло и да сам не само изгубио смисао за то, већ да нема ни добра ни зла... и да је то само предрасуда“.
- Пјотр Степанович Верховенски је син Степана Трофимовича и главна покретачка снага хаоса који је на крају захватио град. Отац и син су репрезентација етиолошке везе коју је Достојевски уочио између либералних идеалиста из 1840-их и нихилистичких револуционара из 1860-их. Лик Петра Степановича инспирисан је револуционаром Сергејем Нечајевим, посебно методама описаним у његовом манифесту Катехизис револуционара. У Катихизису се револуционари подстичу да „помажу расту несреће и сваког зла, које мора коначно исцрпити стрпљење народа и натерати га на општи устанак.“
- Иван Павлович Шатов је син покојног собара Варваре Ставрогине. Када је био дете, узела је њега и његову сестру Дарју Павловну под своју заштиту, а подучавао их је Степан Трофимович. На универзитету Шатов је имао социјалистичка уверења и избачен је након инцидента. Путовао је у иностранство као тутор са породицом трговца, али је посао престао када се оженио породичном гувернантом која је била отпуштена због „слободоумља“. Без новца и не препознајући брачне везе, растали су се скоро одмах. Сам је лутао Европом пре него што се на крају вратио у Русију.
- Алексеј Нилич Кирилов је инжењер који живи у истој кући са Шатовом. Он такође има везе са револуционарним друштвом Верховенског, али врло необичне врсте: он је одлучан да се убије и пристао је да то учини у тренутку када то може бити од користи за циљеве друштва. Као и Шатов, Кирилов је био под дубоким утицајем Ставрогина, али на дијаметрално супротан начин. Надахњујући Шатова екстатичном сликом руског Христа, Ставрогин је истовремено подстицао Кирилова ка логичким крајностима атеизма – апсолутној надмоћи људске воље. „Ако Бог не постоји“, по Кирилову, „онда је сва воља моја, и ја сам дужан да прогласим самовољу.“ Ова прокламација мора имати форму чина самоубиства, а једини мотив је да буде самоубиство. уништење страха човечанства од смрти, страха имплицитног у њиховом веровању у Бога. Он сматра да ће овај сврсисходан чин, демонстрирањем трансцендентности овог страха, покренути нову еру Човекобога, када Бога осим људске воље нема.